# ホーリー・サンダーフォース
『ホーリー・サンダーフォース』(Holy Thunderforce)は1998年に発売されたイタリアのシンフォニックメタルバンド、ラプソディーのシングル。

## 解説
- アルバム『ドーン・オブ・ヴィクトリー』の先行シングル。
- アルバム未収録音源も収録されている。

## 収録曲
1. ホーリー・サンダーフォース - Holy Thunderforce
2. ダーガー、シャドウロード・オブ・ザ・ブラック・マウンテン （エクステンディド・ヴァージョン） - Dargor, Shadowlord Of The Black Mountain (Extended Version)
3. レイジ・オブ・ザ・ウィンター （シンフォニック・ヴァージョン） - Rage Of The Winter (Symphonic & Original Demo Length Version)